# SlutWalk

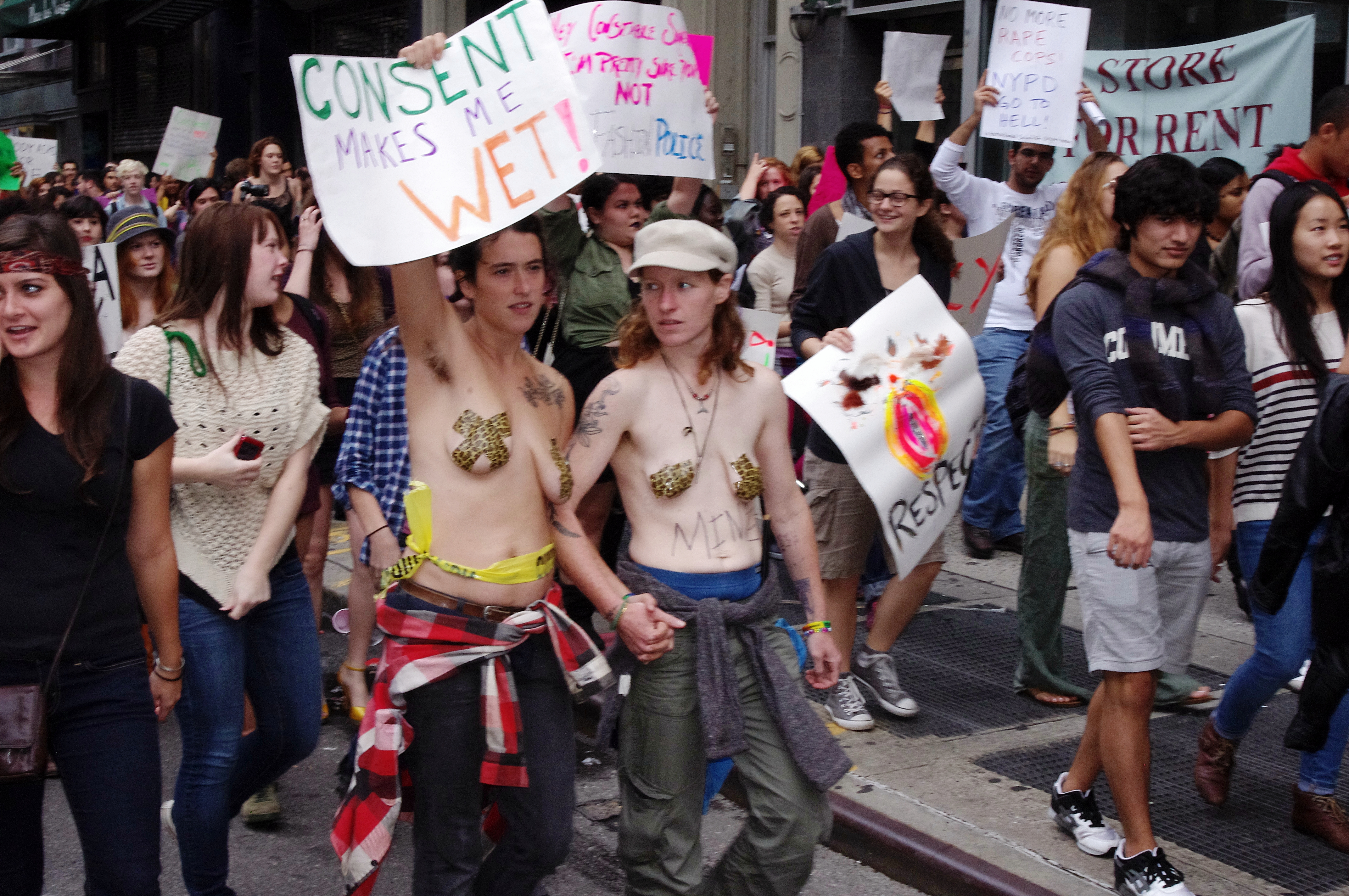
SlutWalk New York 2011

SlutWalk, slettenloop of slettenmars, is een betoging tegen seksueel geweld, de onderdrukking van openlijke seksualiteit en het stigmatiseren van vrouwen die promiscue ofwel sletterig gedrag zouden vertonen. De mars draait de negatieve betekenis van het woord slet om en maakt er een geuzennaam van. Het doel is respect en veiligheid voor ieders seksualiteit. De beweging achter de SlutWalk wil aandacht voor het feit dat seksisme en seksuele onderdrukking in veel samenlevingen diep geworteld zijn.

## Geschiedenis
Het protest is ontstaan na een opmerking van een Canadese politieagent uit Toronto. Die raadde Canadese studentes aan zich niet als sletten te kleden om aanranding en verkrachting te voorkomen. Hiermee suggereerde hij dat vrouwen verkrachting uitlokken door zich uitdagend te kleden. Zijn uitspraak leidde in 2011 tot veel discussie die uitmondde in een SlutWalk, een protestmanfestatie in Toronto, waaraan duizenden mensen deelnamen. Sindsdien zijn er in steden over de hele wereld zulke protestmarsen georganiseerd. Op 4 juni 2011 werd een SlutWalk in Amsterdam gehouden, waarbij de nadruk lag op het blootleggen van de 'Nederlandse schijntolerantie'. De beweging in Toronto is nog steeds actief.
De 'slettendiscussie' is breed. Het gaat er niet alleen om dat vrouwen moeten kunnen dragen wat ze willen, maar ook dat mensen zich in hun uiterlijke verschijning en gedrag niet moeten laten inperken door de seksuele moraal. Dat geldt voor iedereen: hetero's, homo's, travestieten. Er zijn vele maatschappelijke normen waaraan een mens moet voldoen om niet negatief beoordeeld te worden. Met SlutWalk wordt tegenwicht geboden aan de druk om 'normaal' te zijn. Schaars of uitdagend gekleed gaan kan geen reden zijn voor het goedpraten van seksueel misbruik. Iedereen dient volgens de SlutWalk-beweging het recht te hebben om zich te kleden zoals hij of zij zelf wil.